# Mali Novosilkî, Mostîska
Mali Novosilkî (în ucraineană Малі Новосілки) este un sat în comuna Balîci din raionul Mostîska, regiunea Liov, Ucraina.

## Demografie
Componența lingvistică a localității Mali Novosilkî
     Ucraineană (100%)
Conform recensământului din 2001, toată populația localității Mali Novosilkî era vorbitoare de ucraineană (100%).